# Dwergspieshert
Het dwergspieshert (Mazama chunyi)  is een zoogdier uit de familie van de hertachtigen (Cervidae). De wetenschappelijke naam van de soort werd voor het eerst geldig gepubliceerd door Hershkovitz in 1959.